# Binhai, Tianjin
Binhai är ett stadsdistrikt  i Tianjins storstadsområde i norra Kina. Det bildades 21 oktober 2009 genom sammanslagning av de tidigare stadsdistrikten Dagang, Hangu och Tanggu.
Binhai är ett "nytt stadsdistrikt" (xinqu)", en särskild ekonomisk utvecklingszon som stöds av centralregeringen. 
Binhai ligger i storstadsområdets sydöstra del längs Bohaibukten i Gula havet.  I Binhai, som kan översättas till svenska med "Havskusten", ligger några av norra Kinas viktigaste djupvattenshamnar.

## Administrativ indelning
Binhai är indelat i femton stadsdelsdistrikt (jiedao) och fem köpingar (zhen). Därtill finns sex zoner för industri och hamnverksamhet.
Stadsdelsdistrikt:

- Beitang (北塘街道)
- Chadian (茶淀街道)
- Dagang (大港街道)
- Dagu (大沽街道)
- Gulin (古林街道)
- Haibin (海滨街道)
- Hangu (汉沽街道)
- Hangzhoudao (杭州道街道)
- Hujiayuan (胡家园街道)
- Tangu (塘沽街道)
- Xinbei (新北街道)
- Xincun (新村街道)
- Xingang (新港街道)
- Xinhe (新河街道)
- Zhaishang (寨上街道)

Köpingar:
- Taiping (太平镇)
- Xiaowangzhuang (小王庄镇)
- Xincheng (新城镇)
- Yangjiapo (杨家泊镇)
- Zhongtang (中塘镇)

## Explosionerna i Tianjin 2015
Det var i Binhai-distriktet som en serie explosioner inträffade den 12 augusti 2015, då en industribyggnad som lagrade stora kvantiteter natriumcyanid, ammoniumnitrat och kaliumnitrat exploderade. Olyckan ledde till att minst 116 människor miste livet och minst 700 skadades och att förorenat vatten rann ut i Haihe.
I Binhai ligger Biblioteket i Binhais kulturcentrum, som invigdes i oktober 2017.